# Henri Blomme
Pour les articles homonymes, voir Blomme.
Henri Blomme (Anvers, 1845 - idem, 1923) était un architecte belge (flamand). Frère puîné de Léonard Blomme, avec lequel il collabora pour une grande partie de son œuvre, il développa sensiblement les mêmes styles d’architecture que celui-ci, c’est assavoir, en restant très schématique : néo-gothique pour les édifices religieux, et néo-renaissance pour les édifices civils. En solo, il pratiqua aussi le style dit éclectique (c'est-à-dire mélangeant différents styles) et, incidemment, le style néo-Louis XIV. Il ne s’essaya point à l’Art nouveau.

## Réalisations

### En duo avec son frère Léonard

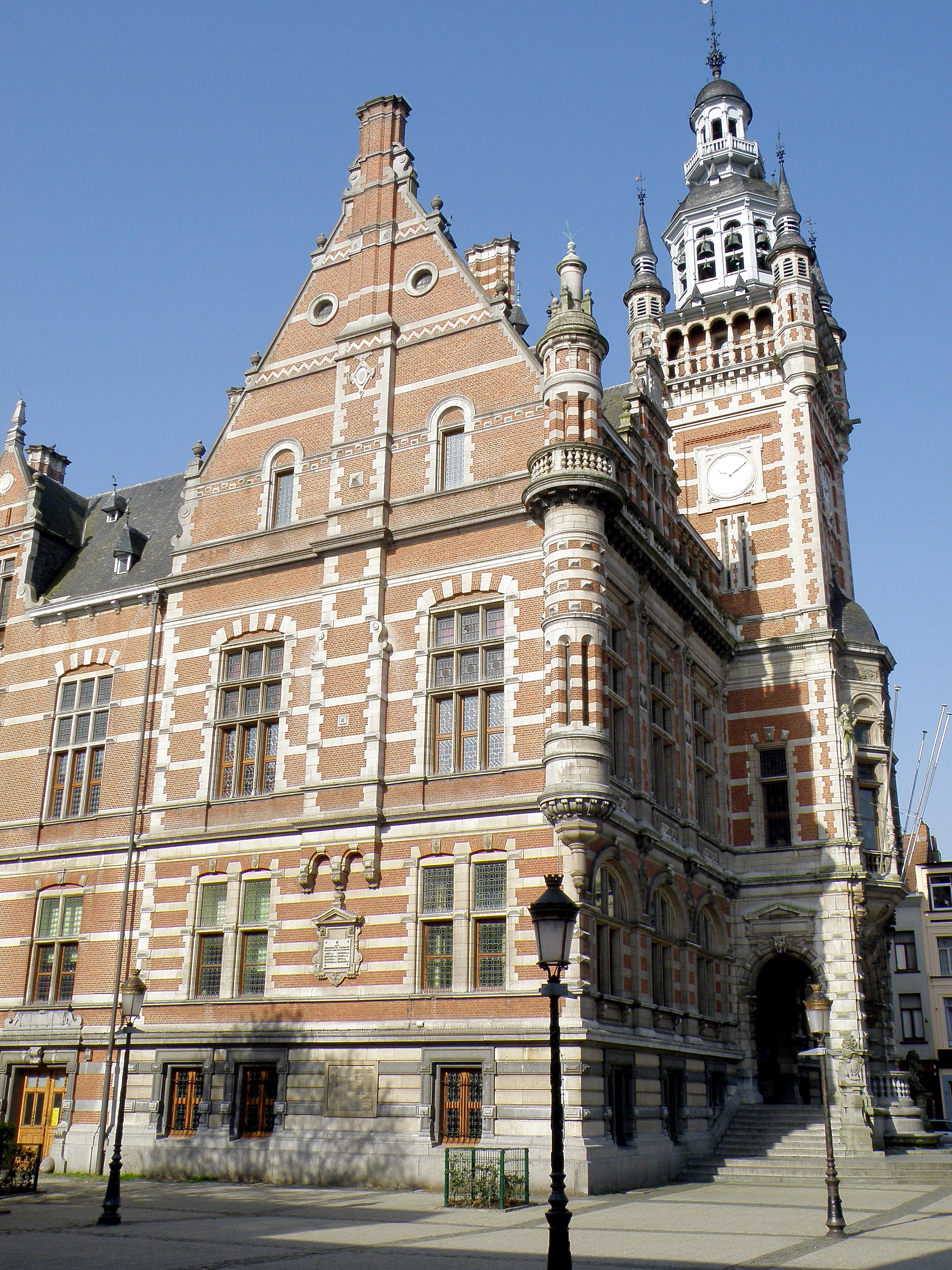
Mairie de district de Borgerhout.

Il participa, conjointement avec son frère, à la conception des édifices suivants : l’orphelinat de garçons (« jongensweeshuis ») de la rue Durlet à Anvers, vaste complex néo-renaissance flamande, avec longue façade sur rue richement ornementée mais néanmoins d’une ordonnance claire, et cour intérieure à l’arrière (1881) ; l’hôtel de ville (ou maison communale) de Borgerhout (faubourg d’Anvers), monumental édifice à façade principale très richement ornementée et à beffroi (1889), où le style néo-renaissance flamande se déploie avec ampleur, sans conteste la réalisation la plus connue du duo d’architectes ; le presbytère de l’église Saint-Willibrord à Anvers, de style néo-renaissance (1888) ; l’entrepôt néo-renaissance d’une brasserie anversoise, rue de Burbure (fin XIXe) ; le manoir dit Tallaerthof, sis près de Lierre, néo-renaissance, fortement endommagé pendant la Première Guerre mondiale et reconstruit différemment (1905) ; plusieurs maisons privées teintées d’anglo-normand dans le quartier dix-neuviémiste du Zurenborg à Anvers (1892 et 1895) ; un château néo-renaissance à Ekeren (lointaine banlieue nord d’Anvers), connu sous le nom de clinique Saint-Luc, aujourd'hui (2010) cependant promis à la démolition (1903) ; la restauration et, pour une des ailes, le rehaussement d’un étage, d’un castel du XVIe siècle à Ekeren, depuis aménagé en mairie de district (1905). Tous ces ouvrages sont décrits plus en détail à l’article Léonard Blomme.

### En solo
En solo, Henri Blomme réalisa les édifices suivants.
À Kontich, localité aujourd'hui dans la lointaine banlieue sud d’Anvers, il fut chargé de réaliser une extension de l’école de garçons, sise Molenstraat, édifice néo-renaissance de brique de F. Berckmans daté de 1854, devenu trop exigu. L’extension de Blomme, construite dans un style semblable mais plus simple, comprend trois travées, avec pilastres.

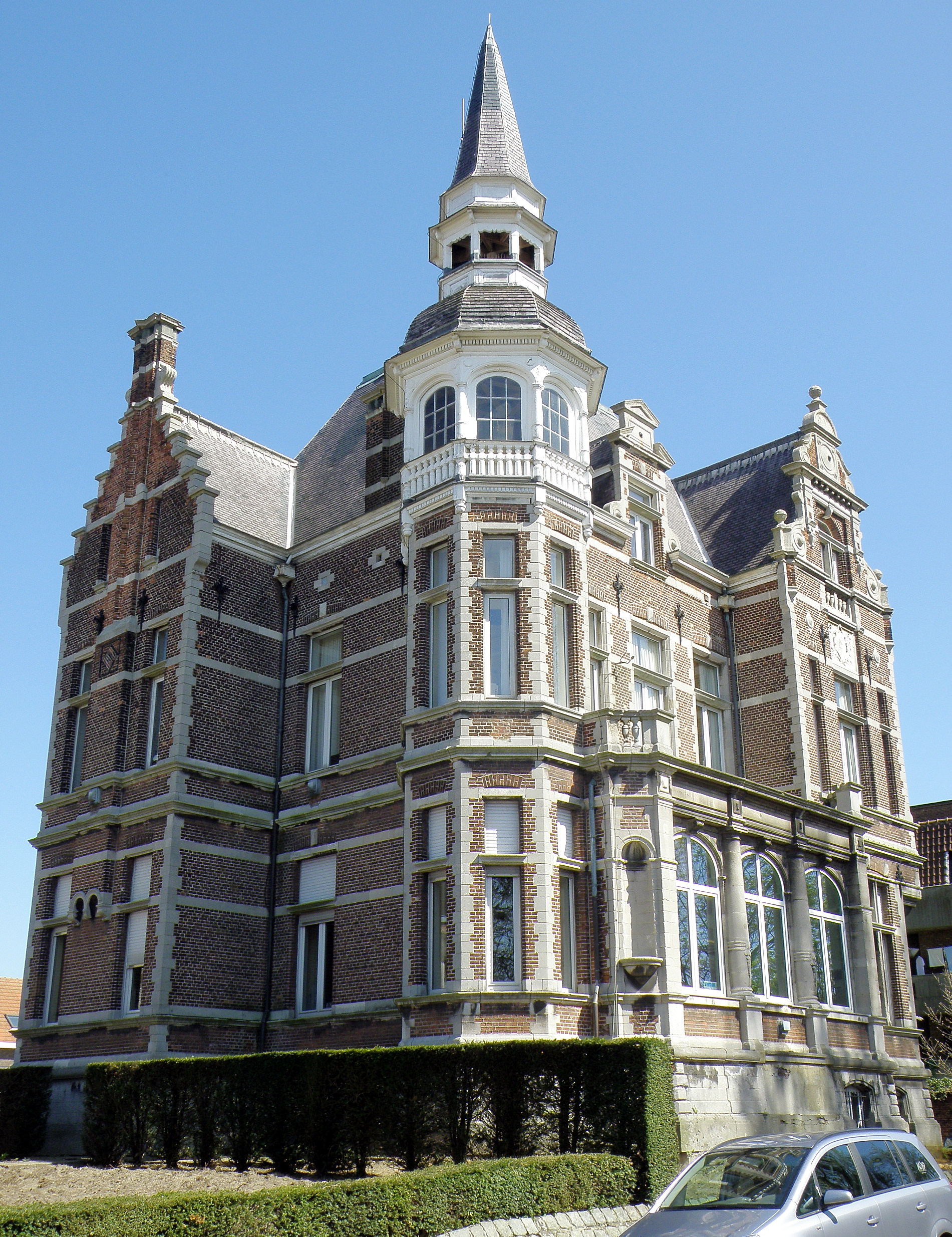
Château Mertens à Ekeren.

Le château Mertens, ou Gulden Poort, à Ekeren, fut conçu par Henri Blomme en 1884, sur commande de Clément Mertens. Il s’agit d’un bâtiment néo-renaissance flamande, de plan carré et de deux niveaux, construit en brique, mais faisant contraster celle-ci avec la pierre, employée pour les moulurations, encadrements de baies, chaînages d’angle, etc. Trois des façades présentent des ressauts surmontés de pignons à gradins ou à volutes, et l’ensemble, doté encore d’une tour d’angle polygonale et d’une tour flanquante circulaire, est couvert d’une toiture combinée avec lucarnes à fronton. Le château resta propriété privée jusqu’en 1920, date à laquelle la commune d’Ekeren en fit l’acquisition pour l’utiliser successivement comme mairie (de 1920 à 1930), justice de paix (de 1930 à 1970) et enfin comme commissariat de police à partir de 1972.
Pour le compte d’une paroisse récemment fondée située à Merksem (banlieue nord-est d’Anvers), Henri Blomme conçut et réalisa entre 1893 et 1896 l’église Saint-François d’Assise, de style éclectique teintée de néo-byzantin. Cet édifice, dont le parement fait alterner brique et pierre (motif dit en barde de lard ― pour autant que son état de salissure actuel permette encore de s’en faire une idée précise) se compose : d’une nef de cinq travées et de trois vaisseaux, voûtée en berceau brisé en bois (nef centrale) ou en voûtes d’arêtes (collatéraux) ; d’un transept d’une travée, voûté en coupole à la croisée ; d’un chœur fermé par un mur semi-circulaire ; d’une tour occidentale carrée intégrée, de trois niveaux, flanquée de deux tourelles à escalier, et sommé d’un comble pyramidal cantonné de quatre tours d’angle ; et, au bas de la tour, d’un portail d’entrée surmonté d’un gâble dans lequel s’inscrit un arc brisé. Les baies sont rondes ou ogivales. L’ameublement, néo-gothique, date de 1902. Le presbytère qui jouxte l’église, également dessiné par Henri Blomme, est d’un style semblable : éclectique, teinté de néo-gothique, alternant pierre et brique de parement en strates horizontales, mais percé de baies rectangulaires ou légèrement cintrées. Le bâtiment est de trois travées (dont celle centrale, légèrement en saillie, se termine par un pignon côté rue) et deux niveaux, sous toiture à croupe.
L’ancien hôpital de Brasschaat (banlieue résidentielle nord d’Anvers), datée de 1897, et convertie depuis en maison de retraite, est l’œuvre d’Henri Blomme. Le corps de logis principal, de deux niveaux et de structure symétrique, présente sur rue une façade gouttereau de brique, avec éléments structurants et ornementation en pierre, se déployant en largeur sur dix travées, dont les deux centrales se somment d’un pignon rehaussé, et les deux latérales, en léger ressaut, se prolongent en équerre vers l’arrière. Le même site comprend, à gauche de ce corps de bâtiment, et un peu en avant de celui-ci, une chapelle (devenue aujourd'hui lieu d’exposition), construite sur un plan rectangulaire, en brique avec bandeaux de pierre, de style néo-gothique. La nef comporte quatre travées, marquées par des contreforts, est percée de baies ogivales ornées d’entrelacs néo-gothiques, et se termine par un chœur à trois pans. Elle est flanquée d’un petit clocher polygonal couvert d’un comble à claire-voie et à ardoises. La façade occidentale présente un porche avec pilastres et pignon triangulaire, et une verrière ogivale.

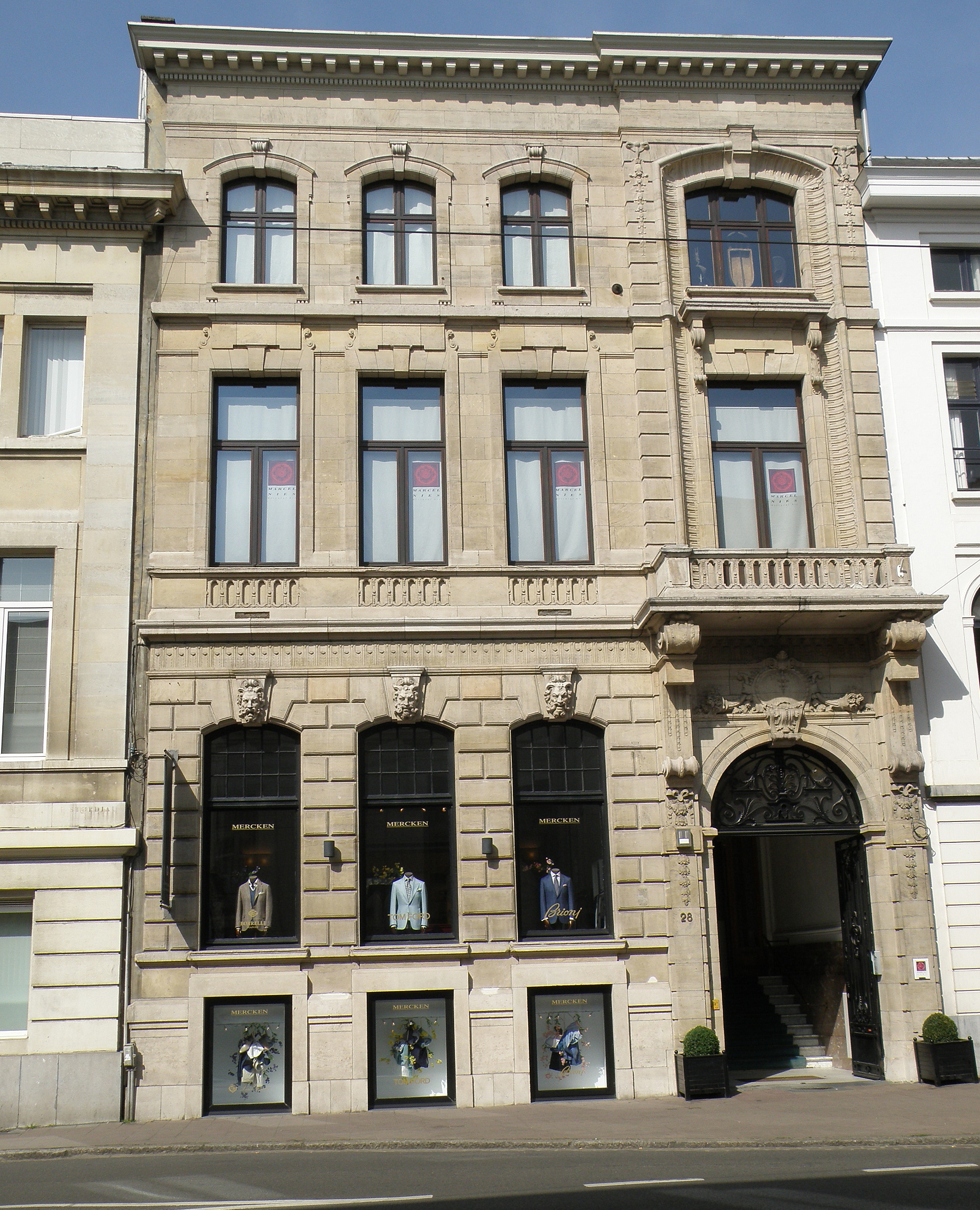
Hôtel particulier à Anvers.

Est à signaler, enfin, une maison de maître, de style néo-Louis XIV, sise dans le centre d’Anvers, dont Blomme fut chargé de fournir les plans en 1907. L’édifice présente une façade gouttereau, à parement de grès, de quatre travées et de trois niveaux. Le premier niveau est surhaussé en raison de la présence d’une cave-haute, que marquent des soupiraux rectangulaires. La travée d’accès, à droite, plus importante et en légère saillie, comprend une porte d’entrée, richement ornementée, à arc plein-cintre profilé avec clef surmontée d’un panonceau, et à ventaux et remplage de ferronnerie ; les bossages du rez-de-chaussée se poursuivent dans cette travée, qui comprend un balcon au premier étage, et dont les fenêtres ― rectangulaires au premier et à arc surbaissé au second, à l’instar des autres travées ― s’inscrivent dans un panneau de mur travaillé en striures. Restent à relever les cordons et corniches comme éléments horizontalisants, les marmousets ornant la clef des baies du rez-de-chaussée, et l’entablement classique.